# Шривадданапрабха, Вишай
Вишай Шривадданапрабха (тайск. วิชัย ศรีวัฒนประภา), ранее Вишай Раксриаксорн (тайск. วิชัย รักศรีอักษร), (4 апреля 1958 года — 27 октября 2018) — тайский миллиардер, бизнесмен, основатель и генеральный директор King Power Duty Free.

## Биография
Шривадданапрабха родился в семье тайских китайцев.
Шривадданапрабха — основатель и генеральный директор King Power Duty Free, сети магазинов беспошлинной торговли. В 2018 году он занимал пятое место по версии журнала Forbes в списке самых богатых людей Таиланда.
В августе 2010 года Вишай приобрёл английский футбольный клуб Лестер Сити, был подписан спонсорский контракт сроком на три года
10 февраля 2011 года стал владельцем Лестер Сити. Его сын Айяватт Шривадданапрабха занимает пост вице-президента.

#### Гибель
Основная статья: Крушение вертолёта в Лестере (2018)
27 октября 2018 года, спустя полчаса после окончания матча 10-го тура английской Премьер-лиги «Лестер Сити» с «Вест Хэм Юнайтед» (1:1), вертолёт AgustaWestland AW139, принадлежащий владельцу «лис» Вишаю Шриваддханапрабхе, взлетел, однако вскоре потерял управление и рухнул на парковку у стадиона «Кинг Пауэр». Причиной стал отказ хвостового винта, в результате чего машина начала вращаться вокруг своей оси, упала и загорелась. На борту разбившегося вертолёта находились пять человек: сам Шриваддханапрабха, два члена его персонала – Нусара Сукнамаи и Кавепорн Пунпар, пилот вертолета Эрик Сваффер, а также пассажирка Изабела Роза Лехович. Никто из пяти человек на борту не выжил.

## Личная жизнь
Шривадданапрабха был женат, имел четверых детей.